# Domingos Teodoro de Azevedo Júnior
Domingos Teodoro de Azevedo Júnior (1834 — 1913) foi um político brasileiro.
Foi 2º vice-presidente da província do Rio de Janeiro, tendo assumido a presidência da província de 28 de outubro a 31 de outubro de 1883.